# Roman Pijanowski
Roman Pijanowski (ur. 6 marca 1921 w Warszawie, zm. 12 lipca 1993 tamże) – polski działacz sportowy, prezes Polskiego Związku Motorowego w latach 1956–1989.

## Życiorys
Syn Romana i Bronisławy. W wieku 16 lat uzyskał prawo jazdy. Uczęszczał do I Państwowego Gimnazjum i Liceum im. Stefana Batorego w Warszawie, w 1938 roku zdał maturę, a latem odbył służbę w junackich hufcach pracy. W 1939 roku ukończył Szkołę Podchorążych Rezerwy w Równem.
Podczas II wojny światowej brał udział w kampanii wrześniowej jako dowódca plutonu ciężkich karabinów maszynowych. Działał w konspiracji AK pod pseudonimem „Oksza” i uczestniczył w powstaniu warszawskim w batalionie „Ruczaj”. Po upadku powstania został osadzony w obozie jenieckim w Lubece.
Po zakończeniu wojny podjął studia na Politechnice Łódzkiej. Zakończył je w 1947 roku uzyskaniem tytułu inżyniera mechanika. Następnie podjął pracę w przemyśle motoryzacyjnym, obejmując takie stanowiska, jak dyrektor ekonomiczny Warszawskiej Fabryki Motocykli, zastępca dyrektora Fabryki Samochodów Osobowych i główny inżynier Zjednoczenia Przemysłu Motoryzacyjnego.
W 1948 roku wstąpił do Automobilklubu Polski. W 1951 roku podjął pracę w Polskim Związku Motorowym jako członek komisji sportowej. Rok później uzyskał licencję sportową, a w 1954 roku otrzymał uprawnienia rzeczoznawcy w zakresie „techniki pojazdów samochodowych, ruchu drogowego, kalkulacji warsztatowej i analizy rachunków oraz gospodarki samochodowej”. W czerwcu 1956 roku został mianowany społecznym prezesem związku. W latach 1956–1983 był członkiem Międzynarodowej Komisji Sportowej CSI, a w latach 1967–1976 pełnił urząd członka Międzynarodowej Komisji Technicznej FIA oraz Międzynarodowej Komisji Ruchu Drogowego. W 1967 roku został członkiem Międzynarodowej Komisji Ruchu Drogowego FIA.
W 1968 roku został urzędującym prezesem Polskiego Związku Motorowego. Za jego kadencji umocniono działalność usługową związku (stacje kontroli pojazdów, ośrodki nauki jazdy, rzeczoznawstwo), wybudowano pierwszy stały tor wyścigowy (Kielce), wcielono Rajd Polski do rajdowych mistrzostw świata (1973) i nadano mu najwyższy współczynnik trudności mistrzostw Europy (1989).
W 1972 roku został mianowany wiceprezydentem FIA i przewodniczącym Komisji Koordynacyjnej, zaś od 1985 roku był pierwszym zastępcą prezydenta FIA i przewodniczącym Komisji Finansowej. 1 lipca 1989 roku złożył rezygnację z funkcji prezesa PZM i uzyskał status członka honorowego. Następcą Pijanowskiego został Andrzej Witkowski.

## Odznaczenia
- Krzyż Oficerski Orderu Odrodzenia Polski[4]
- Złoty Krzyż Zasługi[4]
- Krzyż Walecznych[5]
- Medal „Za udział w wojnie obronnej 1939”[5]
- Warszawski Krzyż Powstańczy[5]
- Medal Zwycięstwa i Wolności 1945[5]
- Medal 10-lecia Polski Ludowej[8]
- Odznaka „Zasłużony Działacz Kultury Fizycznej”[4]
- Złota odznaka honorowa „Za Zasługi dla Warszawy”[4]

## Upamiętnienie
Od 14 stycznia 1995 roku jest patronem Zespołu Szkół Samochodowych i Licealnych nr 1 w Warszawie.